# ديفيد نيوتن
ديفيد نيوتن (بالإنجليزية: David Newton)‏ هو عازف جاز وعازف بيانو بريطاني، ولد في 2 فبراير 1958 في غلاسكو في المملكة المتحدة.

## وصلات خارجية
- ديفيد نيوتن على موقع ميوزك برينز (الإنجليزية)
- ديفيد نيوتن على موقع أول ميوزيك (الإنجليزية)
- ديفيد نيوتن على موقع ديسكوغز (الإنجليزية)